# Witacz

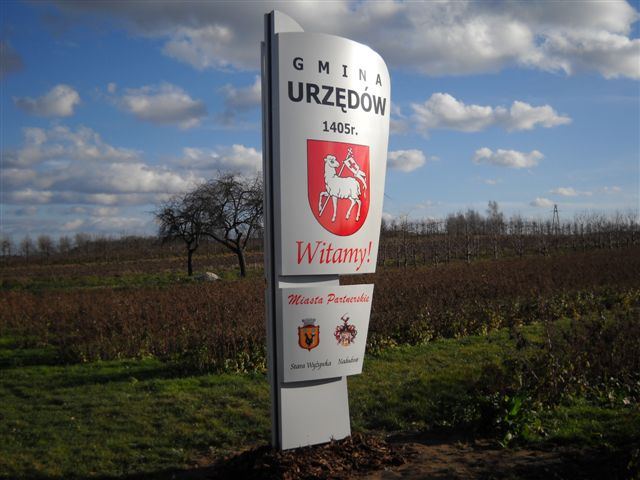
Witacz przy wjeździe do gminy Urzędów

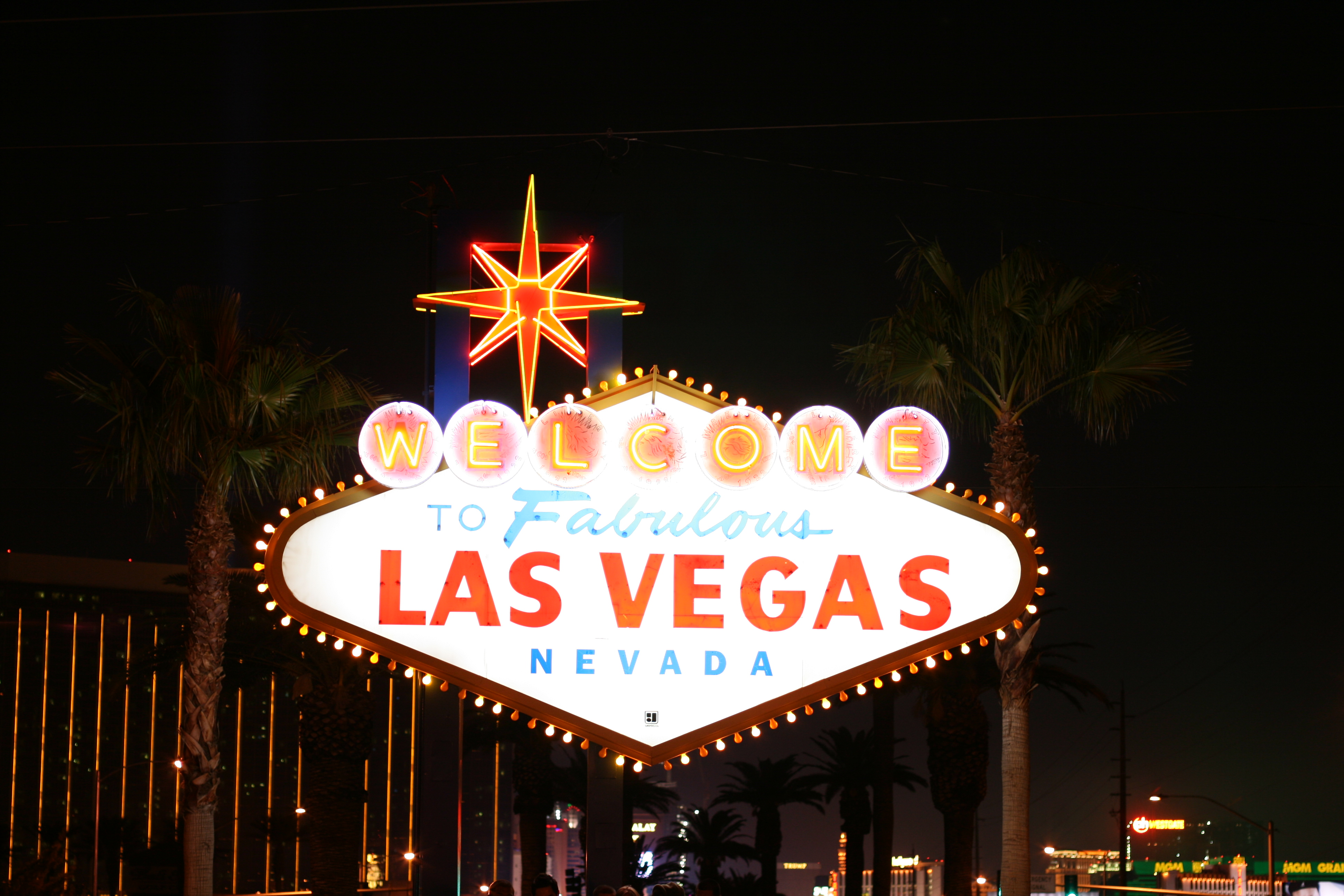
Witacz w Las Vegas nocą

Witacz – znak ustawiany przy wjeździe do miejscowości, jednostki administracyjnej, regionu czy państwa w celu powitania przyjeżdżających osób.
Na tego typu znakach często umieszcza się hasło reklamowe, herb, logo, informacje o lokalnych atrakcjach turystycznych, liczbie mieszkańców, miastach partnerskich i tym podobne. Zdarza się, że projekt witacza zostaje wyłoniony na zasadzie konkursu, jak miało to miejsce między innymi w województwie zachodniopomorskim, Łodzi czy Bydgoszczy.
Jednym z najbardziej rozpoznawalnych witaczy jest znak przy wjeździe do Las Vegas. Został postawiony w 1959 roku i wraz z charakterystycznym napisem: Welcome to Fabulous Las Vegas (ang. Witamy w fantastycznym Las Vegas) stanowi jeden z symboli miasta.